# 楊祜 (嘉靖己丑進士)
楊祜（1504年—1543年），字汝承，一字晋卿，號丹泉，浙江杭州府錢塘縣民籍，建德縣人，明朝政治人物。

## 生平
六岁能作诗歌，十岁受父易学，十七补县学生，十九登嘉靖元年（1522年）壬午科浙江鄉試第四十四名舉人。嘉靖八年（1529年）中式己丑科會試第四十六名，登第二甲第三十二名進士。改翰林院庶吉士，明年除知兴国州，考最，入为刑部员外郎，遇谤，出知濮州，稍迁济南府同知，十八年升江西按察司佥事，复以谤待次家居，岁馀调补湖广按察司佥事，二十二年七月，年四十，暴疾卒于官。所著有端居、兴国、西曹、鄄城、济南、西江、湖上、荆南诸集。

## 家族
曾祖楊永政，曾任七品散官；祖父楊大昇，曾任迪功郎、莆田县丞；父楊象，母郎氏。具庆下。